# باربرا كين
باربرا كين (بالإنجليزية: Barbara Caine)‏ هي مؤرخة وأستاذة جامعية أسترالية، ولدت في 2 أبريل 1948 في جوهانسبرغ في جنوب أفريقيا.